# 皇家利物大厦
皇家利物大厦（Royal Liver Building，发音为/ˈlaɪvər/）是英国利物浦的一座一级登录建筑。它座落在码头顶（Pier Head）地区，连同毗邻的丘纳德大厦（Cunard Building）和利物浦港务大厦（Port of Liverpool Building）这三座临水建筑，一起被称为利物浦的“三女神”，是利物浦海事商城的组成部分。
这座建筑启用于1911年，由皇家利物保险（Royal Liver Assurance）集团建造，该公司在1850年成立。皇家利物大厦是世界上最早使用钢筋混凝土建造的大楼之一，高约90米，直到1965年兴建圣约翰灯塔之前，一直是该市的最高建筑。
今天，皇家利物大厦是在利物浦最知名的地标之一，有两只传说中的利物鸟（Liver Bird）俯瞰着城市和大海。传说如果这两只鸟飞走，那么城市将不复存在。

## 历史
1907年，皇家利物集团拥有超过6000名员工，鉴于需要更大的办公场所，公司批准建造一个新的总部。
建筑师是沃尔特 奥布里 托马斯（Walter Aubrey Thomas），1908年5月11日奠基，仅仅3年后的1911年7月19日，谢菲尔德勋爵为大厦举行开幕式。
该大楼成为英国第一座使用钢筋混凝土建造的大型建筑，也是世界上第一批使用钢筋混凝土建造的建筑之一，而且采用了一些人认为不可能的激进的设计。
自1911年落成后，它就俯视着默西河，与利物浦港务大厦和丘纳德大厦合称三女神。它高98.2米（322英尺），有13层，被列为一级登录建筑。
大楼顶上有前后一对钟楼：当船只沿河而过时，船上可以从这些钟上看到时间。
钟表由莱斯特的Gent and Co.公司制造，钟面直径为7.6米（25英尺），比伦敦著名的地标--大威斯敏斯特钟的钟面还要大，是今日英国最大的电子钟。
四个钟面没有数字，只有表示12小时的刻面。这些钟面有三个位于河边塔上，朝西/朝北/朝南，其余一个位于陆地塔上，朝东。
一开始，两座塔上的钟面上只有简单的机械装置驱动。
它们最初被命名为乔治钟，因为首次启动时间是在1911年6月22日英王乔治五世加冕的同时。
1953年改装成为电子钟以纪念在两次世界大战期间去世的皇家利物集团成员。在夜晚的时候，钟盘会被照亮。
每座钟楼上都矗立着由卡尔-伯纳德-巴特尔设计的利物鸟。
这两只鸟分别被命名为贝拉和伯蒂，分别望向大海和内陆。
传说一只巨鸟眺望城市以保护人民，另一只鸟则望向大海，看着新进港的水手。
另有传说中其中一只是雄鸟俯瞰内陆的酒馆是否开张，而另一只是雌鸟，望向大海，看是否有帅气的水手从河上过来。
当地还有一个十分世俗的传说：每当有处女走过码头头，利物鸟就会扇动翅膀。
还有说，如果其中一只鸟飞走了，利物浦城就不复存在了，因此这两只鸟都被锁在它们所处的圆顶上不得飞离。
原本镀金的利物鸟是由铜模粗制再由锤子敲打而成的，固定在一个轧制的钢制衔铁上，高18英尺，长10英尺，嘴里还叼着一枝形状复杂的海草。
此外，它们的头长三尺半，翼展十二尺，腿围两尺。
这两只鸟（很像鸬鹚）的传统姿势是直立着、半举着翅膀。
在20世纪50年代初，利物大厦六楼被英国皇家空军的三号行动组（抢滩登陆组）占用，监督和控制英国皇家空军人员和货物在利物浦港的调度。
在2011年与伦敦皇家集团合并之前，该建筑一直是皇家利物集团的总部。该大厦更类似于美国早期的高大摩天大楼，与H. H. Richardson的Allegheny Court House（建于1884年）和Adler & Sullivan的Schiller Theatre非常相似--虽然没有明确的外观造型，但参考了巴洛克和拜占庭风格。
2016年10月，该建筑历史上首次挂牌出售，业主委托世邦魏理仕集团挂牌出售，指导价超过4000万英镑。
2017年2月，一家总部位于卢森堡的投资集团Corestate Capital与埃弗顿足协大股东Farhad Moshiri一起以4800万英镑买下了该建筑。
Moshiri计划在这栋大楼里管理埃弗顿的事务，并拥有自己的办公室，包括可以看到布拉姆利摩尔码头上的新球场。
2019年，大厦更新计划完成，皇家利物大厦360游客景点开放，让公众有机会在当时108年的历史上首次参观该建筑的西钟楼。

## 图片

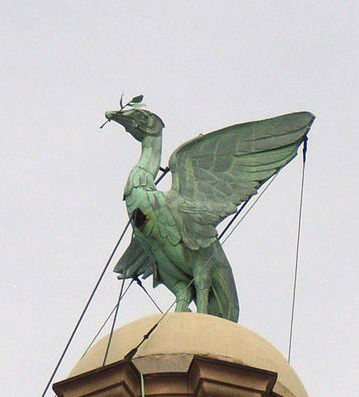
利物鸟
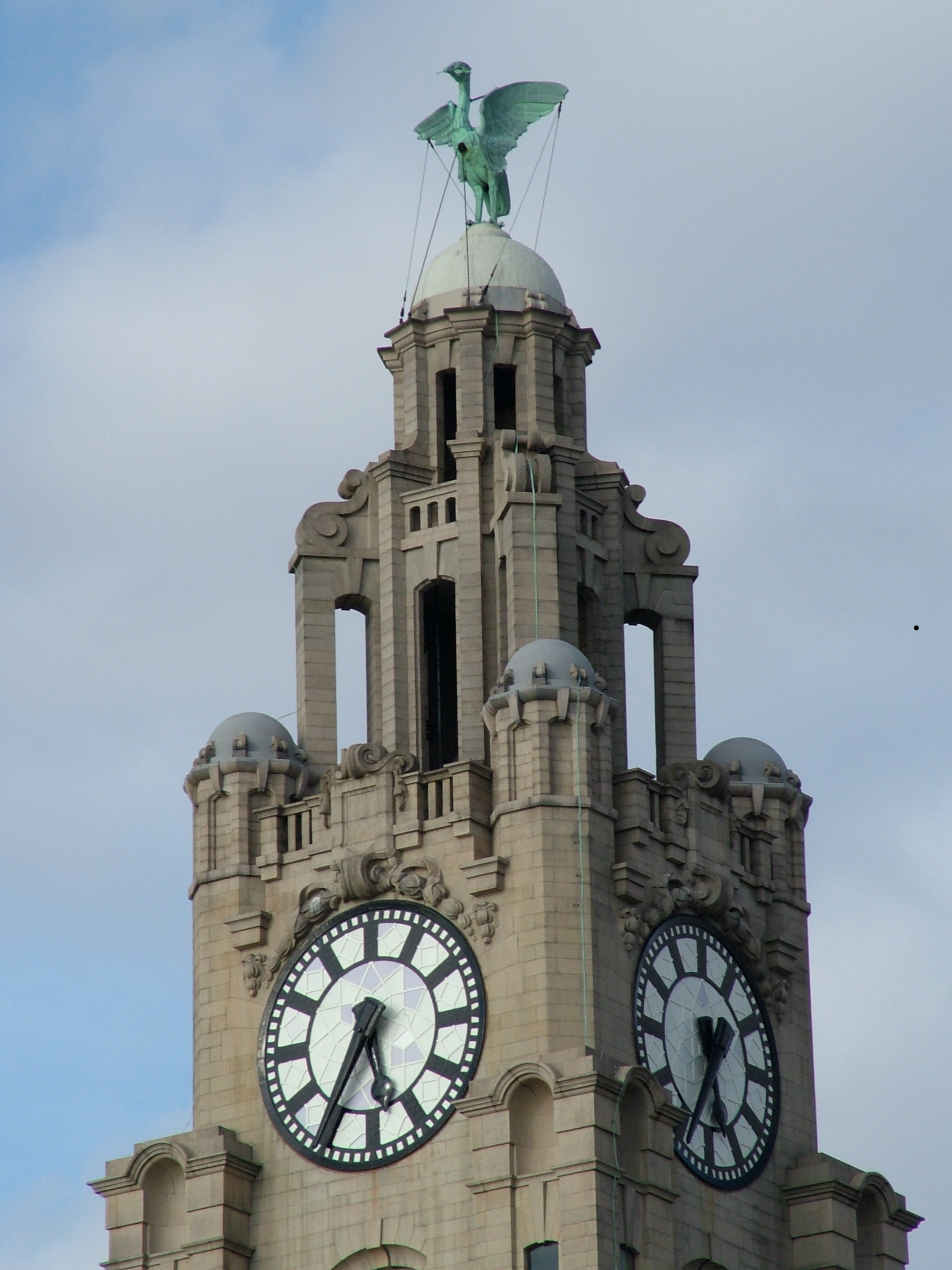
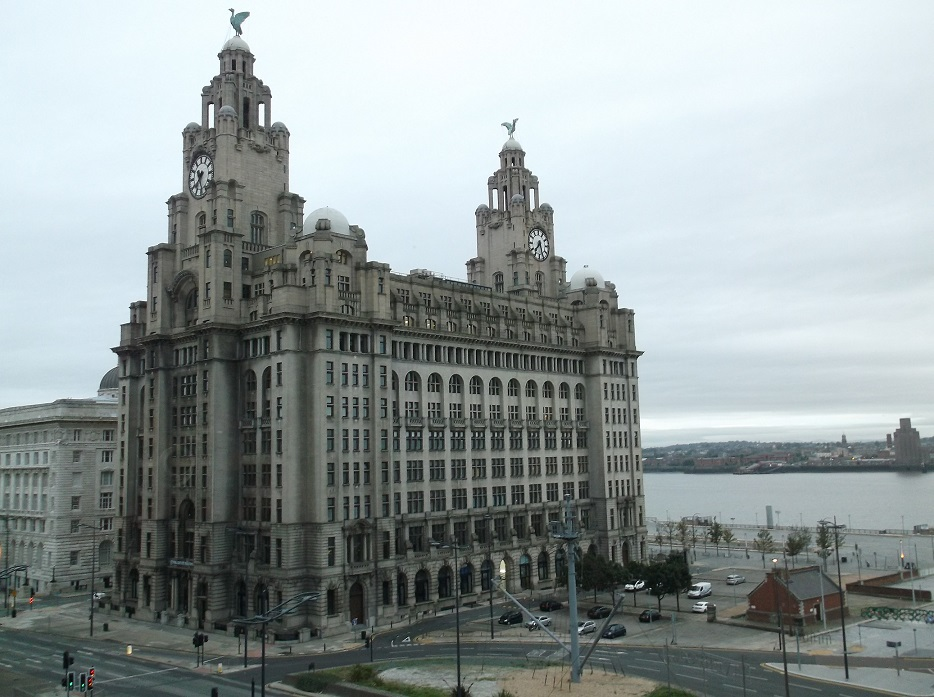